# Breitband-Internetzugang
Ein Breitband-Internetzugang (auch Breitbandzugang, Breitbandanschluss) ist ein Zugang zum Internet mit vergleichsweise hoher Datenübertragungsrate von einem Vielfachen der Geschwindigkeit älterer Zugangstechniken wie der Telefonmodem- oder ISDN-Einwahl, die zur Unterscheidung als Schmalbandtechniken bezeichnet werden. Ursprünglich wurde mit Breitband eine Realisierungsform von Datennetzwerken bezeichnet, die aber veraltet ist, so dass der Begriff sinnentfremdet verwendet wird. In vielen Gebieten findet seit den frühen 2000er Jahren ein starkes Wachstum des Marktes für Breitbandzugänge statt.

## Definitionen
Bislang existiert kein allgemein akzeptierter Schwellwert, ab welcher Datenübertragungsrate die Breitband-Verbindung beginnt. Insbesondere steigt durch die Weiterentwicklung der Kommunikationstechnik dieser Wert beständig.
- Die Internationale Fernmeldeunion (ITU) definiert einen Dienst oder ein System als breitbandig, wenn die Datenübertragungsrate über 256 kbit/s hinausgeht. Diese Definition wird auch vom deutschen statistischen Bundesamt und der Weltbank als Maßzahl im World Development Indicator verwendet.[1]
- Die österreichische Regulationsbehörde definiert einen Breitbandanschluss, wenn er über eine Downloadrate von mehr als 144 kbit/s verfügt.[2]
- Die USA nennen in ihrem Nationalen Breitbandplan von 2010 einen minimalen Downstream von 4 Mbit/s sowie einen minimalen Upstream von 1 Mbit/s.[3] Im Jahr 2015 hat die FCC diese Mindestwerte auf 25 Mbit/s und 3 Mbit/s erhöht.[4]
- In Südkorea beginnt der Breitbandbereich ab einem Downstream von 1 Mbit/s.[5]
- Wenn in der Tagesberichterstattung von „Breitband-Internetzugang“ die Rede ist, dann sind meist Gebäudeanschlüsse gemeint, die den aktuellen Bedürfnissen von Haushalten, kleinen Gewerbebetrieben oder Schulen genügen. Im Jahr 2020 kann damit beispielsweise 50 MBit im Downstream und 10 MBit im Upstream gemeint sein. Die Diskussion dreht sich meist um den Umstand, dass ein solcher Anschluss keineswegs flächendeckend vorhanden oder verfügbar sei, während das entsprechende Produkt doch längst ein Standard im Consumer-Markt sei. Auch wenn sich die Vorstellung einer angemessenen Internetanbindung im Laufe der Zeit mit dem technischen Fortschritt ändert, bleibt die Diskussion dieselbe.

## Technik

### Telefonnetz
Eine der verbreitetsten Techniken arbeitet mit einer verbesserten Nutzung der Kupferleitungen des Telefonnetzes, da durch die bestehende Infrastruktur geringere Neuinvestitionen nötig sind. Dabei sind in erster Linie die hauptsächlich verwendeten DSL-Techniken zu nennen. Es gibt oder gab jedoch auch andere Ansätze, wie die Entwicklung schnellerer Telefonmodems oder eines schnelleren ISDN-Standards, des Breitband-ISDN (B-ISDN).
DSL-Techniken sind nur zur Überbrückung kurzer Distanzen geeignet, was – je nach DSL-Technik – nach wenigen hundert Metern oder erst wenigen Kilometern den Übergang zu einer anderen Übertragungstechnik, einem DSL-Verstärker oder einem Repeater nötig macht. Daher handelt es sich in der Regel um eine Hybridtechnik in Kombination mit, wie in den meisten Fällen, Lichtwellenleitern oder beispielsweise Richtfunkstrecken. Mit wachsenden Übertragungsraten rückt der Übergabepunkt immer näher an den Endnutzer. Eine andere Möglichkeit für breitbandige Datenübertragungen über Telefonleitungen ist die Bündelung mehrerer analoger oder ISDN-Leitungen, was hauptsächlich in Ermangelung des DSL temporär genutzt wurde oder teils noch wird.

### ISDN-Primärmultiplexanschluss
Die Primärmultiplexanschlüsse gibt es in verschiedenen Ausführungen: als T-carrier, wie T-1/DS-1, T2, T3, als E-carrier oder Optical Carrier. Diese Techniken sind vergleichsweise kostspielige Möglichkeiten für breitbandige Internetanbindung über Kupfer- oder Glasfaserkabel, die für Geschäftskunden und ähnliche Nutzer mit größeren Netzen eingerichtet sind.

### Kabelfernsehnetz
Die Daten werden mit Kabelmodems auf die analogen Signale des Kabelfernsehnetzes aufmoduliert und so über diese Koaxialkabel übertragen. Hier handelt es sich aus ähnlichen Gründen wie bei DSL in der Regel um eine Hybridtechnik. Durch den DOCSIS-3.1-Standard können Datenraten bis zu 10 Gbit/s im Downstream und 1 Gbit/s im Upstream realisiert werden. In Deutschland sind ca. 30,1 Mio. Haushalte (Stand Ende 2015) über das Kabelnetz an Breitbandzugang angeschlossen. Da das Netz auch in vielen kleineren Gemeinden verfügbar ist, bietet die Technik gute Voraussetzungen für den Anschluss dünn besiedelter Gebiete.

#### Genutzte Frequenzbereiche
In der Praxis wird bei Euro-DOCSIS 2.0 für den Upstream (Rückkanal) der Frequenzbereich von 30 MHz bis 42 MHz, bei Euro-DOCSIS 3.0/3.1  von 30 MHz bis 65 MHz genutzt, für den Downstream die Frequenzen ab 450 MHz, wobei sich Fernsehkanäle und Internet dieses obere Frequenzband teilen. Die Obergrenze ist vom Netzausbau abhängig und wurde nicht in DOCSIS spezifiziert. In modernisierten Kabelnetzen liegt sie bei 862 MHz. Mit zunehmender Kabellänge sinkt dämpfungsbedingt die Obergrenze des nutzbaren Frequenzspektrums, was sich durch eine Erhöhung der Signalstärke im UHF-Band V erreichen oder durch eine stärkere Segmentierung der Netze in weitere Node oder Hubs beheben lässt. Die Bandbreite des Upstreams ist v. a. durch das Eingangsrauschen aus den verteilten Antennendosen beschränkt und dadurch, dass in Senderichtung ein robusteres, dafür weniger effizientes Modulationsverfahren angewendet wird. Der Frequenzbereich von 5 MHz bis 30 MHz wird aus diesem Grund gemieden.

### Direkte Glasfaseranbindung
Den Endkunden direkt per Glasfaser anzubinden, ermöglicht hohe Datenraten (mehr als 1000 Mbit/s) über große Entfernungen. Die notwendige Verlegung neuer Anschlüsse zu jedem Kunden erfordert hohe Investitionskosten und wird hauptsächlich in dicht besiedelten Gebieten wie Großstädten betrieben. Ende 2010 waren in Deutschland Glasfaseranschlüsse zu etwa 300.000 Haushalten verlegt, vermarktet wurde etwa ein Viertel davon. Bis ins Jahr 2014 stieg dort die Zahl der Haushalte mit aktivem Internetanschluss per Glasfaser auf rund 450.000 an. Ende 2021 waren 2,6 Mio. Glasfaseranschlüsse gebucht; 2022 waren es 3,4 Mio. Anschlüsse. Der Anteil an allen Breitbandanschlüssen beträgt 9,2 %. In der Schweiz wurden Ende 2019 rund 850.000 beziehungsweise gut 21 % aller Breitbandanschlüsse über Glasfaser versorgt. Die geschätzte Anzahl von etwas mehr als einer Million genutzter Glasfaseranschlüsse entsprach Mitte 2022 rund 26,5 % der Breitbandanschlüsse in der Schweiz. Damit liegt die Schweiz im Vergleich zum OECD-Durchschnitt immer noch zurück (Südkorea: 86,6 %, Litauen 78 %, Frankreich 51,4 %, OECD-Durchschnitt 36,0 %, Italien 16,4 %, Deutschland 8,1 %, Österreich 6,2 %).

### Elektrizitätsnetz
Mittels Trägerfrequenzanlagen (TFA) können Internetzugänge über das Stromnetz realisiert werden, auch unter dem englischsprachigen Begriff Powerline Communication (PLC) bekannt. Meist werden damit Datenverbindungen zwischen heimischen Steckdosen und Trafostationen oder ähnlichen Einrichtungen realisiert, die zentral über Glasfaser oder Richtfunk angebunden werden.

### Terrestrische Funktechnik
Vielerorts – insbesondere wo die Versorgung mittels herkömmlicher Kabeltechniken nicht vorhanden ist – bauen Wireless Internet Access Provider sogenannte Wireless Metropolitan Area Networks (WMAN) auf, um so einen schnellen Internetzugang anbieten zu können. Dabei kommen unterschiedliche Techniken zum Einsatz, darunter der speziell entwickelte WiMAX-Standard, WLAN-Techniken, sowie verschiedene funkbasierende Einzellösungen. Breitbandige Datendienste können Mobilfunkstandards wie LTE, HSDPA, UMTS oder EDGE bieten. Ab 2019 wurde 5G aufgeschaltet.
Unter besonderen Bedingungen kann auch Packet Radio aus dem Amateurfunkbereich dazugezählt werden. Damit können Übertragungsraten bis zu mehreren Megabit pro Sekunde realisiert werden und entsprechende Übergabepunkte können damit Zugang zum Internet ermöglichen. Die Nutzung ist jedoch Funkamateuren vorbehalten.

### Internetzugang über Satellit
Reine Satellitenverbindungen (Zwei-Wege-Satellitenverbindungen) sind unabhängig von landschaftlichen Gegebenheiten oder anderer Infrastruktur praktisch überall auf der Erdoberfläche verfügbar und eignen sich damit besonders für entlegene Gebiete und Schiffe. Problematisch sind bei Satellitenzugängen die immer noch deutlich höheren Kosten für die Hardware und die hohen Latenzzeiten. Im Beispiel eines Systems mit geostationären Satelliten ergeben sich typische Verzögerungen von 500–700 ms, was Echtzeitanwendungen empfindlich stört. Die Technik ermöglicht Übertragungsraten von 20–30 Mbit/s und mehr. Die Kapazitäten sind in Deutschland auf einige 10000 simultane Nutzer begrenzt, sollen allerdings ausgebaut werden (Stand 2009).

### Hochfliegende Luftfahrzeuge
Über hochfliegende stationäre Luftschiffe können Funksignale für Dienste wie Fernsehausstrahlung, Mobiltelefonie und auch Internetzugänge vermittelt werden. Ein Beispiel für eine geplante Umsetzung dieser Technik trug den Markennamen Stratellite. Ein weiterer Ansatz wären hochfliegende unbemannte (Leicht-)Flugzeuge wie das 2003 abgestürzte Helios.

## Verbreitung
Insbesondere in den Industriestaaten entwickelt sich der Breitbandzugang zur vorherrschenden Zugangsart zum Internet, der zugleich zunehmend von Internet-Anwendungen zur sinnvollen Nutzung vorausgesetzt wird. Ende 2006 kamen in den 30 OECD-Staaten 17 Breitbandanschlüsse auf 100 Einwohner, wobei als Technik für
- 62 % der Anschlüsse DSL Verwendung fand;
- 29 % davon waren Kabelanschlüsse,
- 7 % direkte Glasfaserzugänge und
- 2 % waren über andere Techniken realisiert.[19]

In der EU verfügten im Frühjahr 2008 80 % der Haushalte mit Internetanschluss über einen Breitbandzugang. Die EU-Kommission hat die staatliche Unterstützung für den Breitbandnetzausbau ausgeweitet. So wurden 2010 mehr als 1,8 Milliarden Euro öffentliche Mittel hierfür genehmigt.

Breitband-Internet-Verfügbarkeiten in Deutschland nach Gemeindeprägung, 2019. Quelle: Infrastrukturatlas 2020

2016 lag die Internetverbreitung bei 89 %. Deutschland landet trotz der hohen Investitionen im weltweiten Vergleich der Internet Geschwindigkeit auf Platz 25 mit 14,8 Mbit/s. Im Vergleich dazu liegt die durchschnittliche Übertragungsrate in Südkorea bei 26,1 MBit/s.
77 % der deutschen Haushalte verfügen über einen privaten Internetanschluss, 93 % davon sind Breitbandanschlüsse. Dabei dominiert die DSL-Technik. Von den 28 Millionen Breitbandanschlüssen im Jahr 2012 waren 82 % DSL-Anschlüsse. TV-Kabel spielen als Breitbandzugangsform zwar eine wachsende, aber aktuell nur geringe Rolle in Deutschland (ca. 16 % der Breitbandanschlüsse),
anders als in den USA oder in Österreich; dort sind DSL und TV-Kabel etwa gleich häufig drahtgebundene Übertragungsform.
Die deutsche Bundesregierung beschloss 2015 eine Breitbandförderung in Höhe von 4,5 Milliarden Euro. Davon wurden bis 2019 weniger als zwei Prozent abgerufen. Als eine Ursache gilt dafür ein langwieriges und kompliziertes Förderverfahren.

## Breitbandkluft
Besteht keine ausreichende Versorgung mit Breitbandzugängen, spricht man von einer Breitbandkluft. Sie gilt als Teil der digitalen Kluft oder digitalen Spaltung. Der Breitbandatlas des Bundeswirtschaftsministeriums gibt einen Eindruck von der Versorgungslage in Deutschland. Einige Bundesländer reagieren auf diese Situation mit der Gründung von Breitbandkompetenzzentren, um den betroffenen Kommunen einen neutralen Ansprechpartner zur Verfügung zu stellen. Von der Interessengemeinschaft kein-DSL.de kommt ein Breitbandbedarfsatlas, der die konkrete Nachfrage abbildet. In diesen können Interessenten ihren Breitbandbedarf und ihren Bandbreitenwunsch eintragen.
Verschiedene staatliche, bürgerschaftliche und partnerschaftliche (PPP) Initiativen engagieren sich gegen die Unterversorgung auf Länderebene, deutschlandweit und europaweit. Allerdings halten nicht alle dieselben Instrumente für tauglich zur schnellen Überwindung der Breitbandkluft. Eine Zugangsoption im ländlichen Raum können Breitbandzugänge mittels Satellit sein, die mittlerweile ernstzunehmende Angebote darstellen.
Um die flächendeckende Versorgung mit Breitband-Internetzugängen sicherzustellen, gilt in der Schweiz ab 2008 ein Breitbandzugang mit 600 kbit/s in Empfangs- und 100 kbit/s in Senderichtung als Bestandteil des Grundversorgungskataloges. Ein ähnliches Versorgungsziel verfolgt Australien mit der Australian Broadband Guarantee seit 2007. In Frankreich wurde 2013 die Initiative France Très Haut Débit gestartet, bei der bis 2022 flächendeckend alle Anschlüsse auf sehr hohe Datenraten (>30 Mbit/s) umgestellt werden sollen (80 % davon mit Glasfaseranschlüssen). Ende 2013 lag die durchschnittliche Übertragungsrate bei 8,7 Mbit/s. In Japan und Finnland soll bis 2011 jeder Bürger mit Breitband- und 90 Prozent mit Hochleistungsinternet versorgt sein. Die USA planen Initiativen zur Verbesserung der Verfügbarkeit.